# Javorníková
Javorníková je národní přírodní rezervace v oblasti Muráňská planina.
Nachází se v katastrálním území obce Muráň v okrese Revúca v Banskobystrickém kraji. Území bylo vyhlášeno či novelizováno v roce 1986 na rozloze 170,65 ha. Ochranné pásmo nebylo stanoveno.